# Stelen von Cabeza del Buey

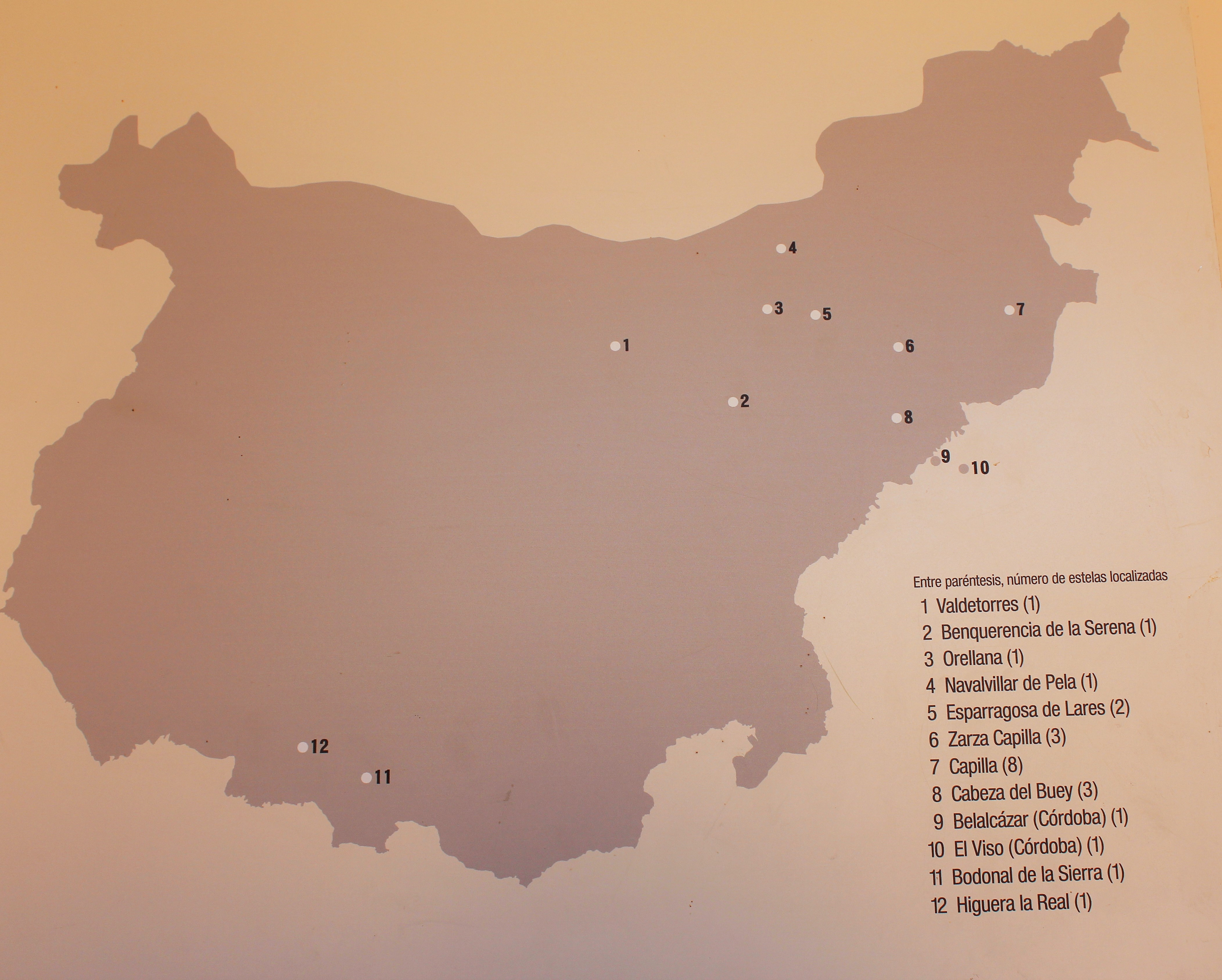
Stelen der Provinz Badajoz – Nr. 8

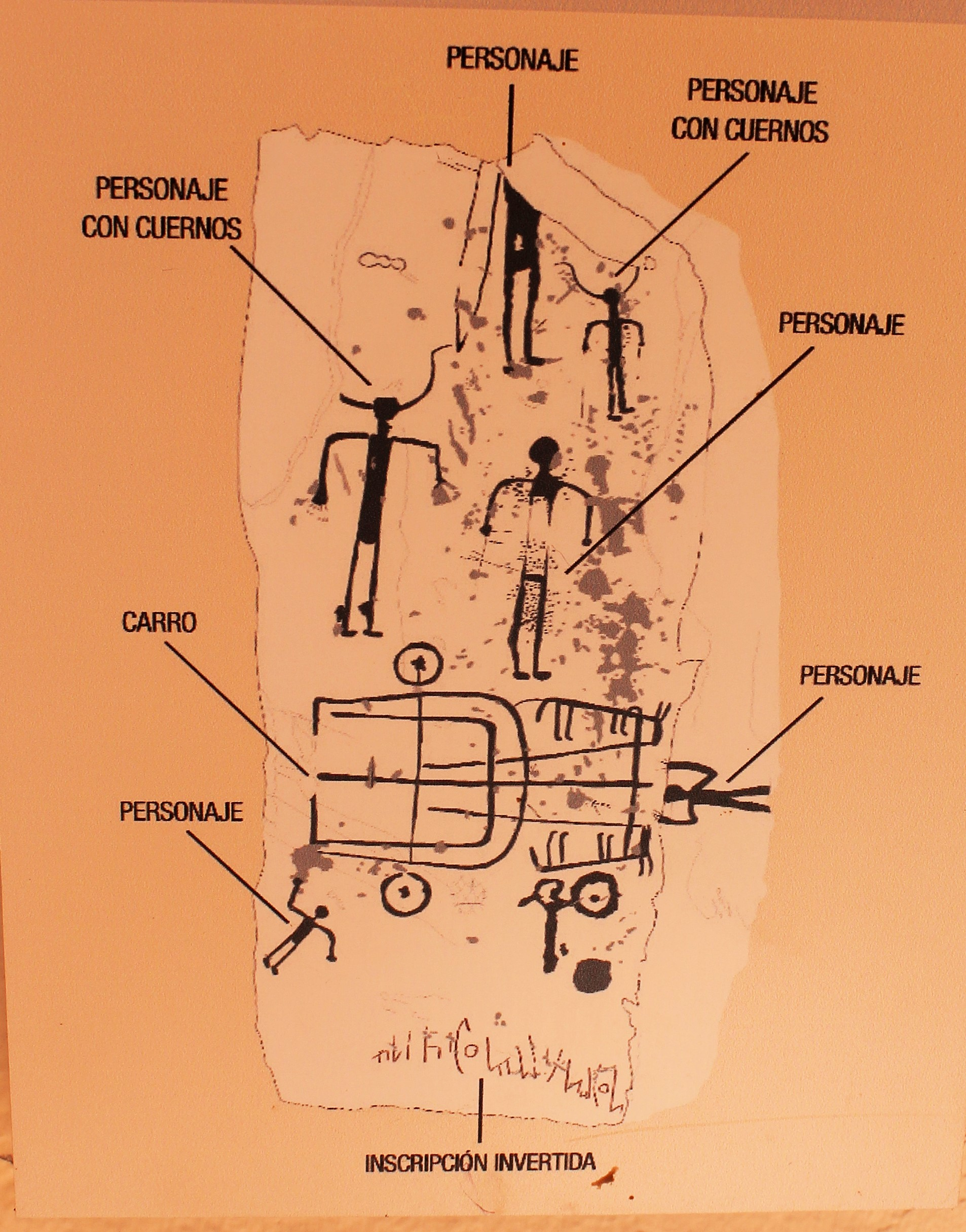
Schema der Krigerstele

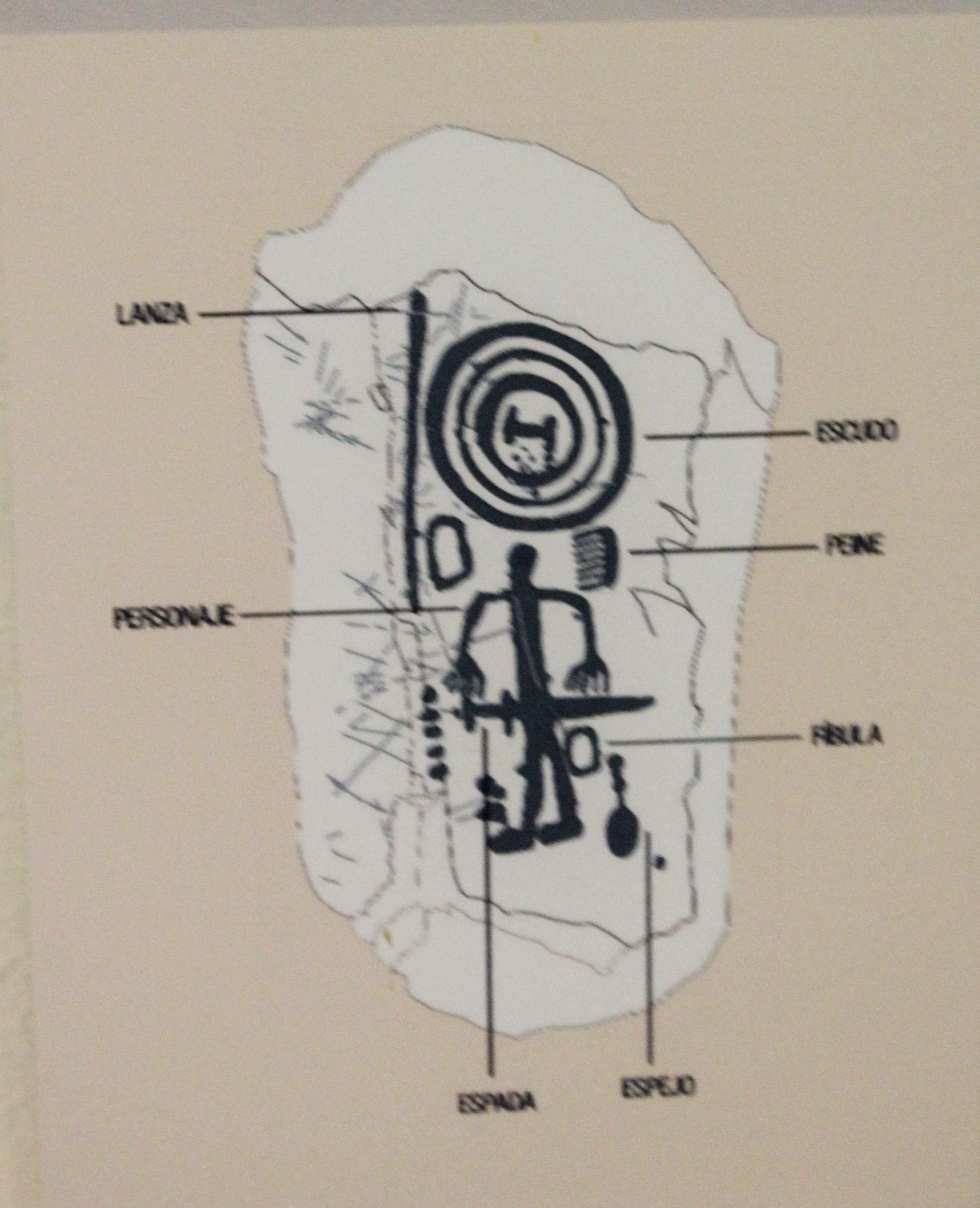
Schema der Krigerstele

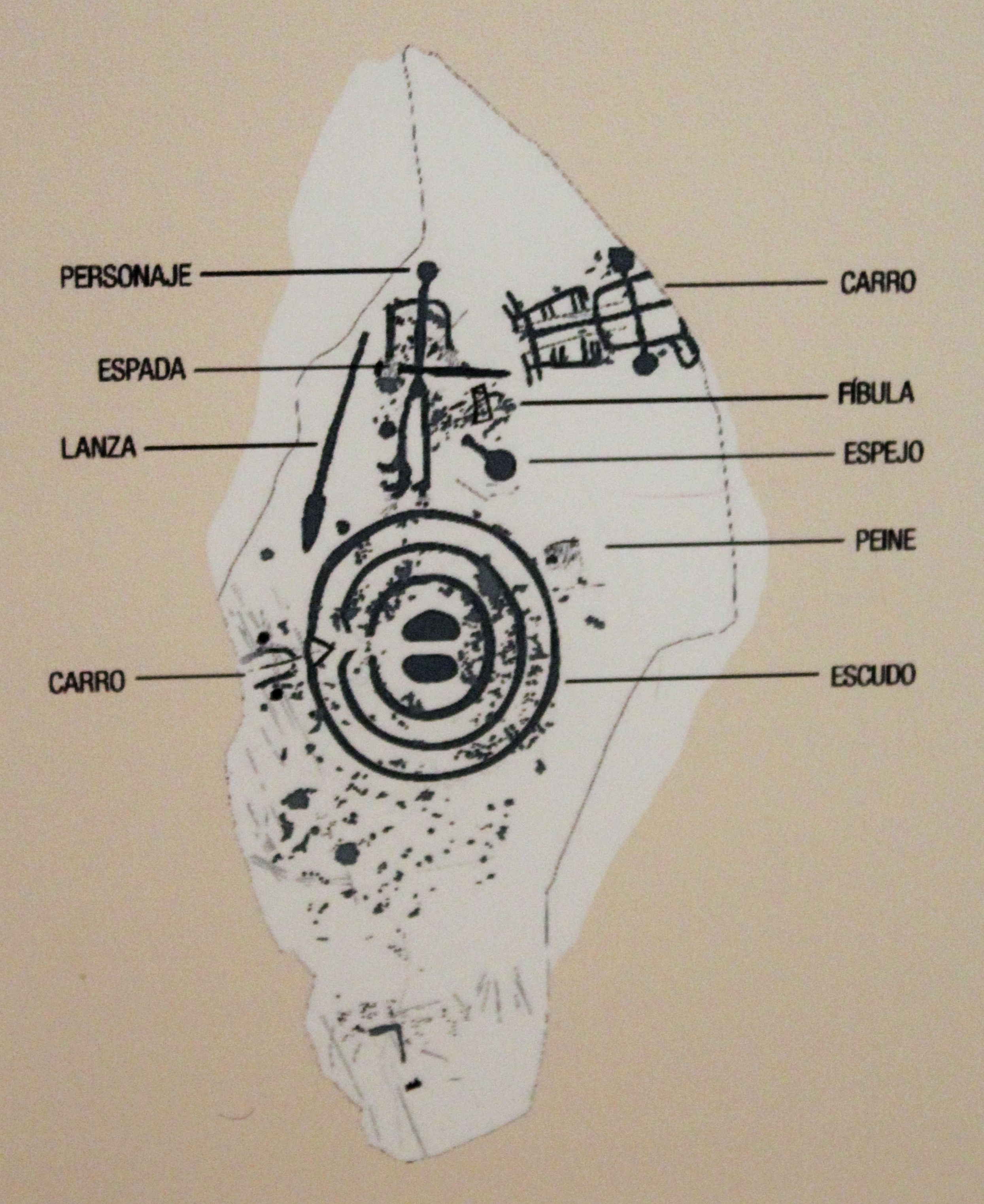
Schema der Krigerstele

Die heute in die Gattung der Kriegerstelen (spanisch Las Estelas de Guerrero) eingereihten Stelen von Cabeza del Buey I bis IV wurden seit 1940 von José Antonio del Río, Martinez de la Mata und anderen bei Cabeza del Buey in der Provinz Badajoz in Extremadura in Spanien gefunden. Ihre Ritzungen haben thematisch große Ähnlichkeit mit denen auf der Stele von Solana de Cabañas und stammen aus der Bronzezeit.

## Cabeza del Buey 1
Stele 1 ist 112 cm hoch, 85 cm breit und 19 cm dick. Sie ist unten breiter, aber gebrochen und es fehlt ein Teil der Gravur. Der schiefergraue Kalksteinblock wurde nach der Dekoration der Oberfläche geglättet. Die Stele befindet sich im Privatbesitz in Cabeza del Buey.
Fundort: 38° 48′ 50″ N, 1° 0′ 33″ W

### Ornamente
Die nicht kriegerisch wirkende menschliche Figur ist unvollständig, da sie unten an der Abbruchkante liegt. Der Kopf ist mit einer Art Helm oder einem Kopfschmuck bedeckt. Die Punkte auf beiden Seiten des Halses könnten Hals- oder Ohrringe darstellen. Die am Körper liegenden Hände haben nur vier Finger.
Die Darstellung zeigt im Zentrum der Komposition einen Schild mit V-Kerbe, drei konzentrischen Kreisen und einem Griff, oben einen Speer, links ein Schwert, eine Fibel, einen Helm, einen Steigbügel oder etwas Ähnliches und einen Spiegel, sowie rechts oben einen zweirädrigen Wagen mit Vierspeichenrädern und zwei Zugtieren.

## Cabeza del Buey 2
Die rautenförmige Stele Cabeza del Buey II fand D. Laureano Sánchez Muñoz in der La Yuntilla Alta bei landwirtschaftlichen Arbeiten in der Nähe unverzierter Menhire. Die Stele ist 174 cm hoch, 88 cm breit und 24 cm dick. Der untere Bereich ohne Dekoration könnte im Boden gesteckt haben. Sie ist aus Tonschiefer oder Quarzit und Kalkstein und steht im Archäologischen Museum von Badajoz.
Fundort: 38° 51′ 40″ N, 5° 18′ 30″ W

### Ornamente
Die wenig kriegerisch wirkende menschliche Figur steht oben. Der Kopf ist mit einer Art Helm oder einem Kopfschmuck bedeckt. Das Schwert befindet sich am Körper.
Die Darstellung zeigt im Zentrum der Komposition einen Schild mit V-Kerbe, drei konzentrischen Kreisen und einem Griff, einen Speer, einen Kamm und einen Spiegel seitlich der Figur sowie rechts oben einen zweirädrigen Wagen mit zwei Zugtieren und links einen unfertigen, vermutlich nachträglich aufgebrachten Wagen.

## Cabeza del Buey 3
Die eher rechteckige, vermutlich unter dem Bild abgeschlagene Kalksteinstele wurde neben der Finca El Corchito und der Wallfahrtskirche Nuestra Señora de Belén gefunden.
Sie ist 99 cm hoch, 52 cm breit und 21 cm dick. Seit 1975 steht sie im Archäologischen Museum der Provinz Badajoz.
Fundort: 38° 42′ 30″ N, 1° 38′ 10″ W (nach neueren Erkenntnissen auch
38° 42′ 15″ N, 5° 19′ 17″ W)

### Ornamente
Die Dekoration erfolgte mit breiten, tiefen Rillen. Die etwas kriegerischer wirkende menschliche Figur steht unten. Der Kopf ist mit Andeutungen eines Gesichts bedeckt. Die Hände sind mit fünf Fingern versehen. Das Schwert befindet sich am Körper.
Die Darstellung zeigt am oberen Rand der Komposition einen Schild mit nur noch rudimentärer V-Kerbe, drei konzentrischen Kreisen und einem Griff, daneben einen Speer. Ein Kamm und ein Spiegel befinden sich rechts der Figur. Die schwer deutbaren Elemente, die als Fibeln oder sonstiges angesehen werden, sind vorhanden. Der Wagen fehlt, stattdessen sind fünf runde auf einer Linien liegende Punkte dargestellt.

## Cabeza del Buey 4
Die rechteckige oben abgeschlagene Diabas- oder Dioritstele wurde neben der Finca Majada Honda gefunden. Sie ist etwa 100 cm hoch, 40 cm breit und 20 cm dick. Die Gravuren wurden mit verschiedenen Techniken hergestellt. Die Frontansicht kann in drei Teile aufgeteilt werden:
- oben vier menschliche Figuren
- mittig der zweirädrige Wagen mit zwei Zugtieren und drei kleineren Figuren um ihn herum
- unten eine Tartessos-Inschrift

Sie befindet sich im Archäologischen Museum der Provinz Badajoz.
Fundort: 38° 44′ 11″ N, 5° 16′ 55″ W (nach neueren Erkenntnissen)

### Ornamente
Die menschlichen Figuren auf der Oberseite haben Kugelköpfe, rechteckige Oberkörper und nach unten gestellte Arme. Eine größere und die kleinste Figur tragen Hörnerhelme. Im zentralen Bereich um den Wagen gibt es drei weitere menschliche Figuren. Eine mit erhobenem rechten Arm, die zweite hält ein kreisförmiges Objekt (vielleicht einen Schild) und die dritte Figur, vor dem Wagen, ist mit erhobenen Armen adorierend dargestellt, was ansonsten auf keine der übrigen Darstellungen zutrifft. Der Wagen ist mit klaren und tiefen Einschnitten graviert. Am unteren Ende steht eine unvollständige Inschrift mit Buchstaben in umgekehrter Position.
Bruchstücke von Stelen mit ähnlichem Dekor fanden sich in Benquerencia, Capilla, Castuera, Quintana, Zalamea und Zarza Capilla.